# Transportul public din Timișoara
Transportul public din Timișoara este asigurat de o rețea largă, care cuprinde autobuze, troleibuze, tramvaie, hidrobuze, minibuze și taxiuri. De asemenea, călătorii din unele comune apropiate orașului, precum Dumbrăvița, Ghiroda sau Șag, au la dispoziție liniile metropolitane.

## Cronologie
- 1868 – Se înregistrează „Societatea de tramvai cu cale ferată din Timișoara”.[2]Tramvai pe strada Huniade (astăzi bulevardul 3 August 1919) în 1904Tramvai Timiș 2 în Piața TraianTramvai turistic tras de cai. Timișoara a fost primul oraș de pe teritoriul actual al României cu transport în comun cu tramvaiul tras de cai, încă din 1869, iar cel cu tracțiune electrică, din 1899.
- 8 iulie 1869 – Se pune în funcțiune prima linie de tramvai cu cai.[2]
- 1897 – Se înființează societatea pe acțiuni „Tramvaiele comunale electrice din Timișoara”.[2]
- 1899 – Se pune în funcțiune tramvaiul cu tracțiune electrică.[2]
- 1904 – Întreprinderea trece în administrația Consiliului Comunal sub numele de „Tramvaiele Comunale Timișoara”.
- 1904 – Punerea în funcțiune a primei stații cu convertizoare electrice și baterii tampon
- 1920 – Se pun bazele producției de tramvaie în ateliere proprii.[2]
- 1929 – Punerea în funcțiune a primului redresor cu mercur pentru stațiile de alimentare
- 1932 – Sectorizarea rețelei de contact
- 1932 – Mutarea liniei CFR Timișoara–Buziaș în afara orașului
- 1939 – Înființarea Întreprinderii Electromecanice Timișoara (IET)
- 15 noiembrie 1942 – Punerea în funcțiune a primei linii de troleibuz în Timișoara[3]
- 1943 – Apariția primelor linii de autobuze în Timișoara[2]
- 1948 – Înființarea Întreprinderii de Transport Timișoara
- 1950 – Se execută primele tramvaie de mare capacitate pe boghiuri din țară (Gb 2/2).
- 1968 – Se pune în funcțiune prima substație telecomandată.
- 1969 – Se pune în funcțiune prima instalație de redresare cu diode cu siliciu.
- 1971 – Se pune în exploatare Baza Mixtă de Exploatare Tramvaie–Troleibuze din bulevardul Dâmbovița.
- 1973 – Se construiește prima linie de tramvai pe pat de beton.[2]
- 1976 – Se experimentează primul tramvai cu chopper din țară.
- 1977 – Fabricatia de tramvaie trece în cadrul întreprinderii Electrometal Timișoara.
- 1979 – Transportul în comun trece în cadrul ÎJTL (Întreprinderea Județeană de Transport Local) Timiș.
- 1986 – Se dă în funcțiune baza de troleibuze din strada Banatul.
- 1988 – Se pune în funcțiune primul troleibuz cu chopper.
- 1990 – Se creează Regia Autonomă de Transport Timișoara.[2]
- 2008 – Parcul de troleibuze este înnoit în totalitate (Škoda 24Tr Irisbus, 50 de vehicule).[3]
- 2015 – Sunt inaugurate cele două linii de troleibuz care leagă comunele Ghiroda și Dumbrăvița de orașul Timișoara. Liniile metropolitane sunt denumite M11 și M14.
- 4 octombrie 2018 – Este inaugurată linia de vaporetto (hidrobuze) V1, cu nouă stații de-a lungul Canalului Bega. Timișoara devine, astfel, primul oraș din România cu transport în comun pe apă.[4]
- 14 ianuarie 2019 – Sunt inaugurate primele patru linii de transport public școlar.[5]

## Rețeaua

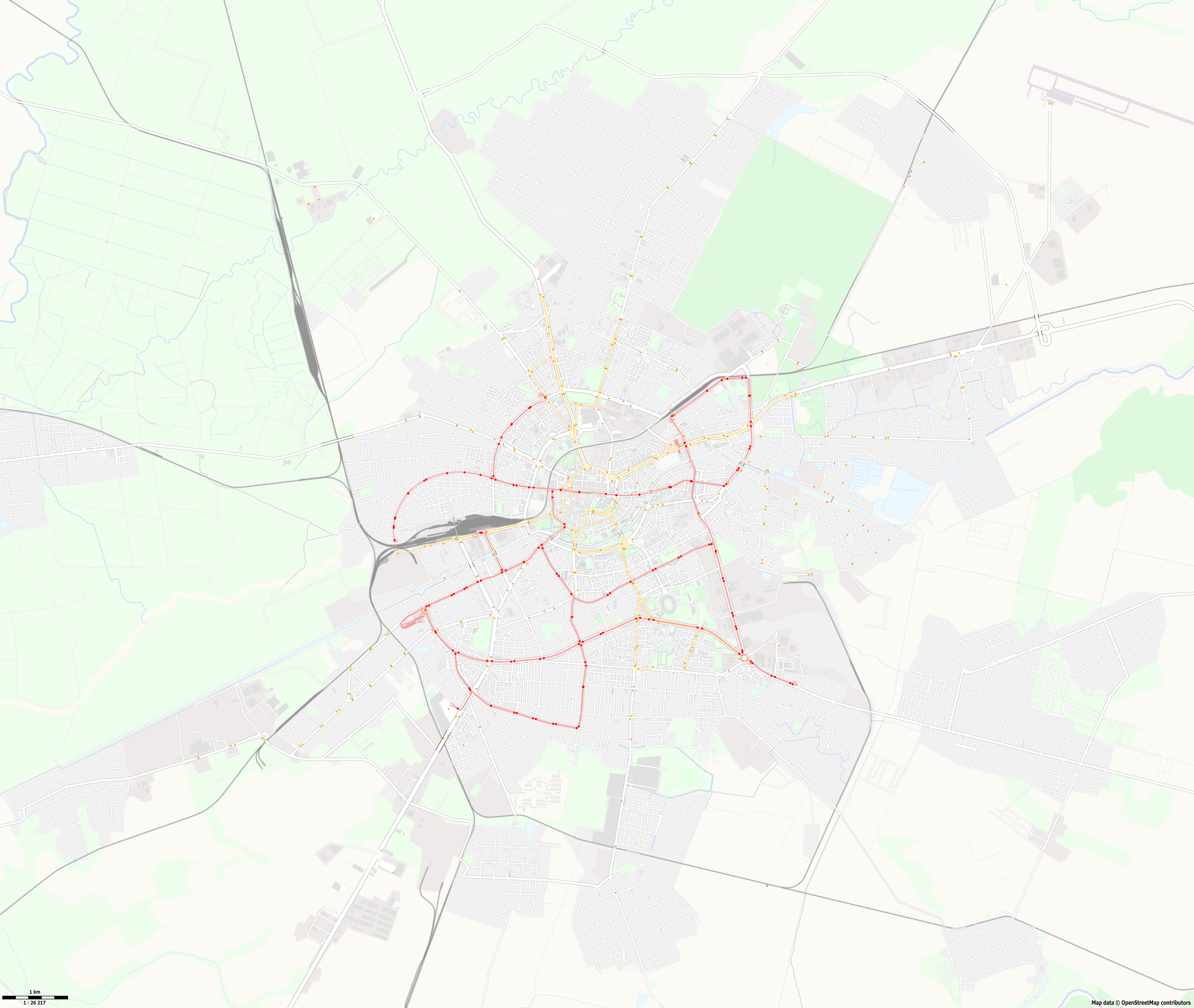
Harta sistemului de transport în comun (cu stații)     cale ferată     linie de tramvai
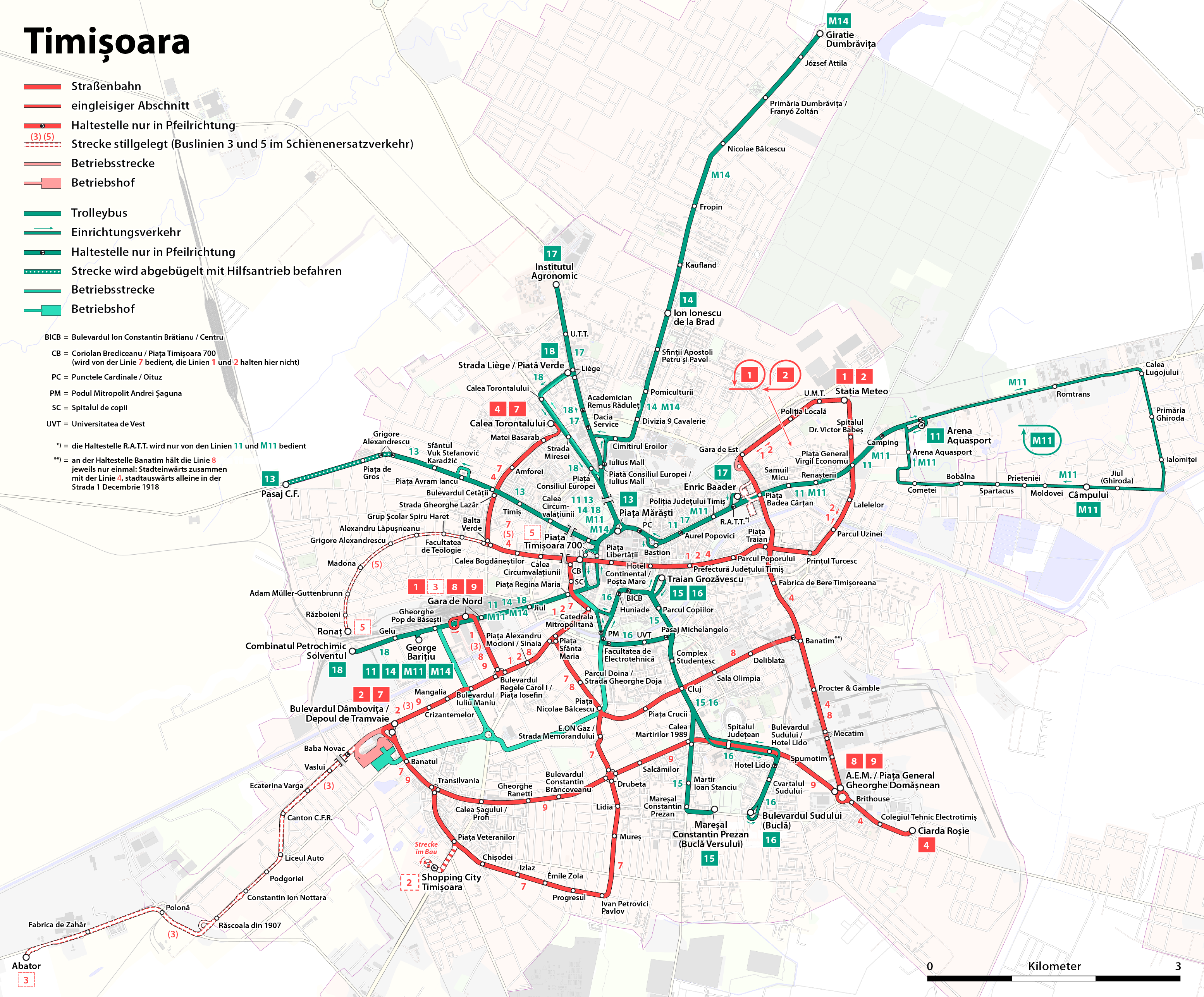
Harta liniilor de tramvai și troleibuz
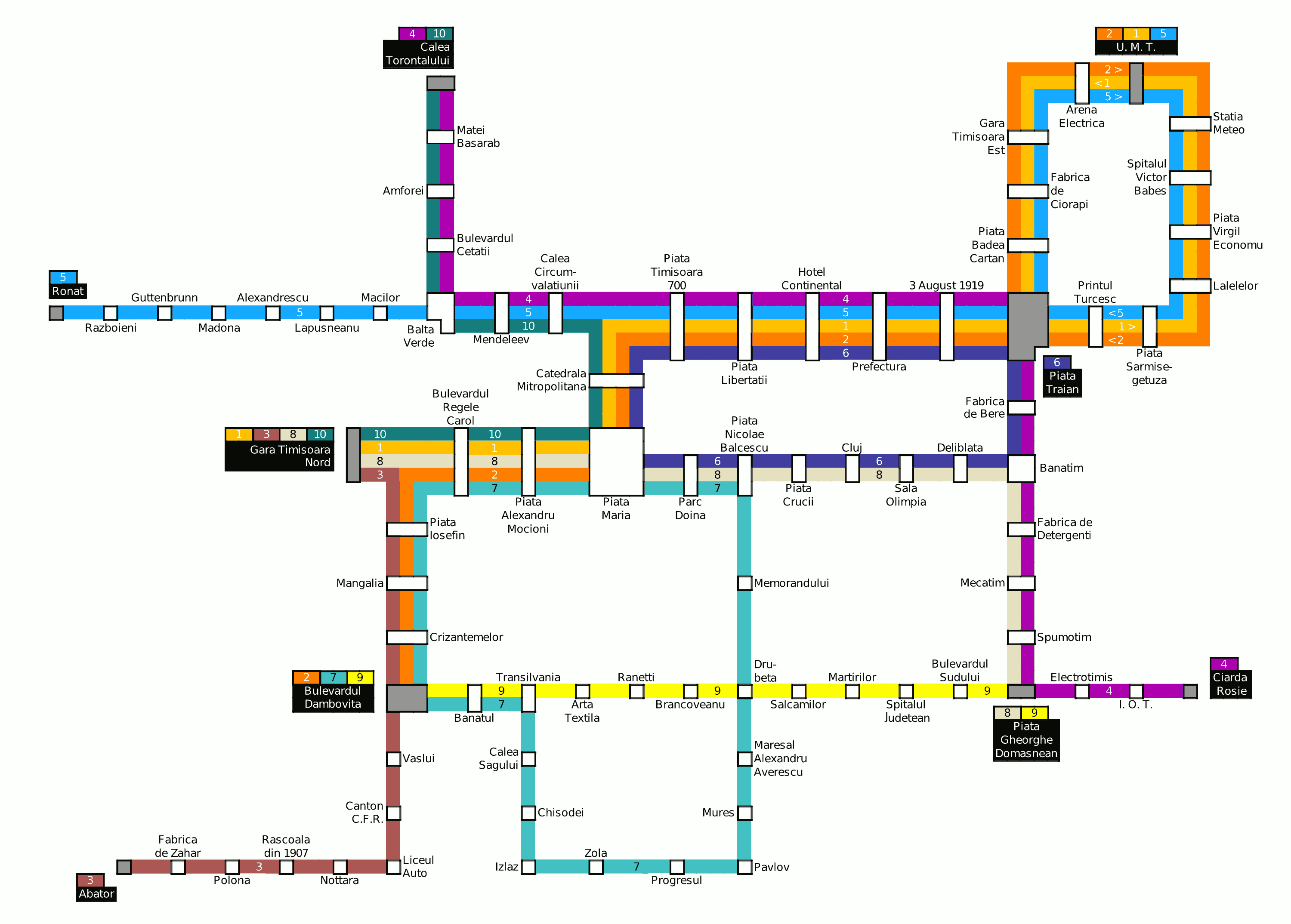
Reprezentare schematică a sistemului de linii de tramvai

### Tramvaie
Cu tramvaiele se asigură transportul pe șapte linii ale căror trasee au lungimea totală de 134,3 km. Astfel, Timișoara are a treia rețea de tramvai ca lungime din țară, după cele din București și Arad. Din 2018, Timișoara dispune și de un tramvai turistic care circulă în fiecare duminică pe traseul Piața Libertății–Catedrala Mitropolitană–Piața Maria–Piața Traian–Piața Libertății. Cu tramvaiul se asigură 50% din totalul călătorilor transportați.
Prima linie de tramvai (tras de cai), dintre Fabric și Cetate, a fost deschisă în Timișoara în 8 iulie 1869. În 1899 s-au introdus tramvaiele electrice. Rețeaua actuală constituie scheletul principal al sistemului de transport public din Timișoara și a fost concepută cu gândul de a fi extinsă după finalizarea inelelor de circulație urbane, de exemplu între Ronaț și Dâmbovița (de-a lungul inelului de circulație IV) sau între Calea Torontalului și Timișoara Est (de-a lungul inelului de circulație III). Extinderea nu a mai avut însă loc, deoarece inelele de circulație însele nu au fost finalizate în perioada post-decembristă. Majoritatea liniilor de tramvai centrale au fost reabilitate, dar în suburbii mai există tronsoane care încă necesită modernizare atât la șină, cât și la sursele de alimentare.
Depoul de tramvaie și atelierele pentru vehicule se află în zona Dâmbovița și ocupă un teren mare, achiziționat inițial pentru garare și pentru ateliere, alături de amenajări sociale și recreaționale ample pentru personal. Complexul includea și fabrica în care se construiau tramvaiele Timiș, dar aceasta a fost vândută și adaptată unei alte utilizări comerciale.

### Troleibuze
Rețeaua de troleibuze cuprinde opt linii de circulație cu o lungime totală de 70,46 km. Cu troleibuzele se transportă 27% din totalul călătorilor.
Timișoara a fost primul oraș din România care a introdus în circulație troleibuzul.

### Autobuze
STPT asigură transportul de persoane pe 11 linii urban în lungime totală de 118,7 km și șapte linii curse convenție în lungime de 278 km. Cu autobuzele se transportă 23% din călători.
Autobuzele au fost introduse în transportul în comun cu mult timp în urma tramvaielor, deoarece motoarele cu explozie nu erau destul de perfecționate, iar șoselele pe care urmau să circule erau construite din macadam sau piatră brută de munte. Tramvaiele Comunale Timișoara fac prima încercare de a introduce autobuzul în transportul public în anul 1926. Prețul autobuzelor din import era mare și din acest motiv a fost construit în atelierele proprii ale întreprinderii un autobuz, utilizându-se șasiul unui autocamion vechi. Acest autobuz, având o capacitate de 20 de locuri, s-a pus în circulație în data de 20 iunie 1926 pe traseul Gara Fabric (Est)–Pădurea Verde.

## Rețeaua de microbuze școlare
Transportul public școlar a fost inaugurat pe 14 ianuarie 2019. În prezent, zece linii asigură transportul elevilor înspre și dinspre principalele licee și colegii din Timișoara. Timișoara este al doilea oraș din țară care a introdus transportul public școlar, după Cluj-Napoca. În primele trei luni de la inaugurare, au fost înregistrate peste 10.000 de călătorii cu microbuzele care asigură transportul școlar. Cursele sunt gratuite.

## Lista rutelor de transport în comun
Lista cuprinde toate liniile de transport în comun, precum și capetele de traseu (valabile pentru Mai 2024).

### Autobuze
Linii urbane
- Linia 13: Piața 700–Pasaj C.F. Mehala
- Linia 21: Traian Grozăvescu–Școala Plopi
- Linia 24: Magnoliei–Rudicica
- Linia 28: Bastionul Theresia–Țițeica
- Linia 32: Catedrala Mitropolitană-Gara de Sud
- Linia 33: Catedrala Mitropolitană–Pod Calea Șagului
- Linia 33b: Catedrala Mitropolitană–Metro I/Incontro
- Linia 40: Traian Grozăvescu–Stuparilor
- Linia 46: Bastionul Theresia–Denya Forest

Linii expres
- Linia E1: Pod Calea Șagului–Tristan Tzara/IKEA
- Linia E2: Continental–Strada Sfinții Apostoli Petru și Pavel
- Linia E3: Apicultorilor–Elba
- Linia E4: Bastionul Theresia–Aeroportul Internațional „Traian Vuia”
- Linia E4b: Gheorghe Barițiu–Aeroportul Internațional „Traian Vuia”
- Linia E6: Oituz–Parcul Industrial și Tehnologic
- Linia E7: Traian Grozăvescu–Comtim
- Linia E8: Școala Plopi–Pod Calea Șagului

Linii metropolitane
- Linia M22: Electrotimiș/Bulevardul Sudului–Moșnița Nouă/Moșnița Veche
- Linia M23: Electrotimiș/Bulevardul Sudului–Urseni
- Linia M24: Electrotimiș/Bulevardul Sudului–Albina
- Linia M27: Piața Mărăști–Remetea Mare/Ianova
- Linia M29: Piața General Virgil Economu–Pod Ghiroda
- Linia M30: Bastionul Theresia–Ghiroda
- Linia M35: Bastionul Theresia–Giarmata-Vii
- Linia M36: Piața Alexandru Mocioni–Sânmihaiu Român/Sânmihaiu German
- Linia M37: Piața Alexandru Mocioni–Parța
- Linia M38: Piața Alexandru Mocioni–Jebel
- Linia M39: Piața Alexandru Mocioni–Foeni/Otelec
- Linia M41: Banatim–Sânandrei/Darson (Carani)
- Linia M42: Banatim–Grădinița Covaci
- Linia M43: Piața 700–Beregsău Mic
- Linia M44: Banatim–Becicherecu Mic/Primăria Dudeștii Noi
- Linia M45: Oituz–Strada Simfoniei (Dumbrăvița)
- Linia M46: Piața Alexandru Mocioni–Intersecție IV/CXI (Șag)
- Linia M47: Banatim–Hodoni
- Linia M48: Banatim–Orțișoara/Seceani
- Linia M49: Bastionul Theresia–Giarmata/Cerneteaz
- Linia M50: Banatim–Uihei
- Linia M51: Piața Alexandru Mocioni–Pădureni

### Troleibuze
- Linia 11: Strada Gheorghe Barițiu–Arena Aquasport
- Linia M11: Strada Gheorghe Barițiu–Strada Ialomiței (Ghiroda)
- Linia 14: Strada Gheorghe Barițiu–Strada Ion Ionescu de la Brad
- Linia M14: Strada Gheorghe Barițiu–Dumbrăvița (Girație centură)
- Linia 15: Traian Grozăvescu (Poșta Mare)–Bulevardul Sudului (via Spitalul Judetean)
- Linia 16: Traian Grozăvescu (Poșta Mare)–Bulevardul Sudului (via Calea Martirilor)
- Linia 17: Strada Enric Baader–Institutul Agronomic
- Linia 18: Strada Gheorghe Barițiu–Institutul Agronomic

### Tramvaie
- Linia 1: Gara de Nord–Stația Meteorologică Timișoara (via Piața Prințul Turcesc și Piața General Virgil Economu)
- Linia 2: Shopping City Timișoara–Stația Meteorologică Timișoara (via Piața Badea Cârțan și Gara Timișoara Est)
- Linia 4: Calea Torontalului–Piața Gheorghe Domășean (AEM)
- Linia 5: Ronaț – Stația Meteorologică
- Linia 6a: Piața Maria–Banatim (via Piața 700)
- Linia 6b: Piața Maria–Banatim (via Piața Nicolae Bălcescu)
- Linia 7: Bulevardul Dâmbovița – Calea Torontalului
- Linia 8: Gara de Nord – Ciarda Roșie (via Piața Nicolae Bălcescu)
- Linia 9: Gara de Nord – Ciarda Roșie (via Bulevardul Dâmbovița)

### Vaporetto (hidrobuze)
- Linia V1: Podul Modos (Ardealul)–Podul Mihai Viteazul

### Microbuze școlare
- Linia S1: Agronomie–Colegiul Național Pedagogic „Carmen Sylva”
- Linia S2: Pod Calea Șagului–Colegiul Național Pedagogic „Carmen Sylva”
- Linia S3: Profi Drubeta–Colegiul Tehnic „Ion I. C. Brătianu”
- Linia S4: Strada Stuparilor–Colegiul Național Pedagogic „Carmen Sylva”
- Linia S5: Strada Mureș–Colegiul Național Bănățean
- Linia S6: Strada Grădinarilor–Colegiul Național Pedagogic „Carmen Sylva”
- Linia S7: Agronomie–Colegiul Național Bănățean
- Linia S8: Fabrica de Zahăr–Colegiul Tehnic „Ion I. C. Brătianu”
- Linia S9: Pod Calea Șagului–Liceul Teoretic „Vlad Țepeș”
- Linia S10: Ronaț–Colegiul Național Pedagogic „Carmen Sylva”
- Linia S11: Strada Holdelor–Colegiul Național Bănățean
- Linia S12: Strada Câmpului–Piața Traian
- Linia S13: Strada Aurel Popovici–Cartier Aeroport
- Linia S14: Strada Magnoliei–Colegiul Național Bănățean
- Linia S15: Strada Balta Verde–Strada Lorena

## Transportul de agrement

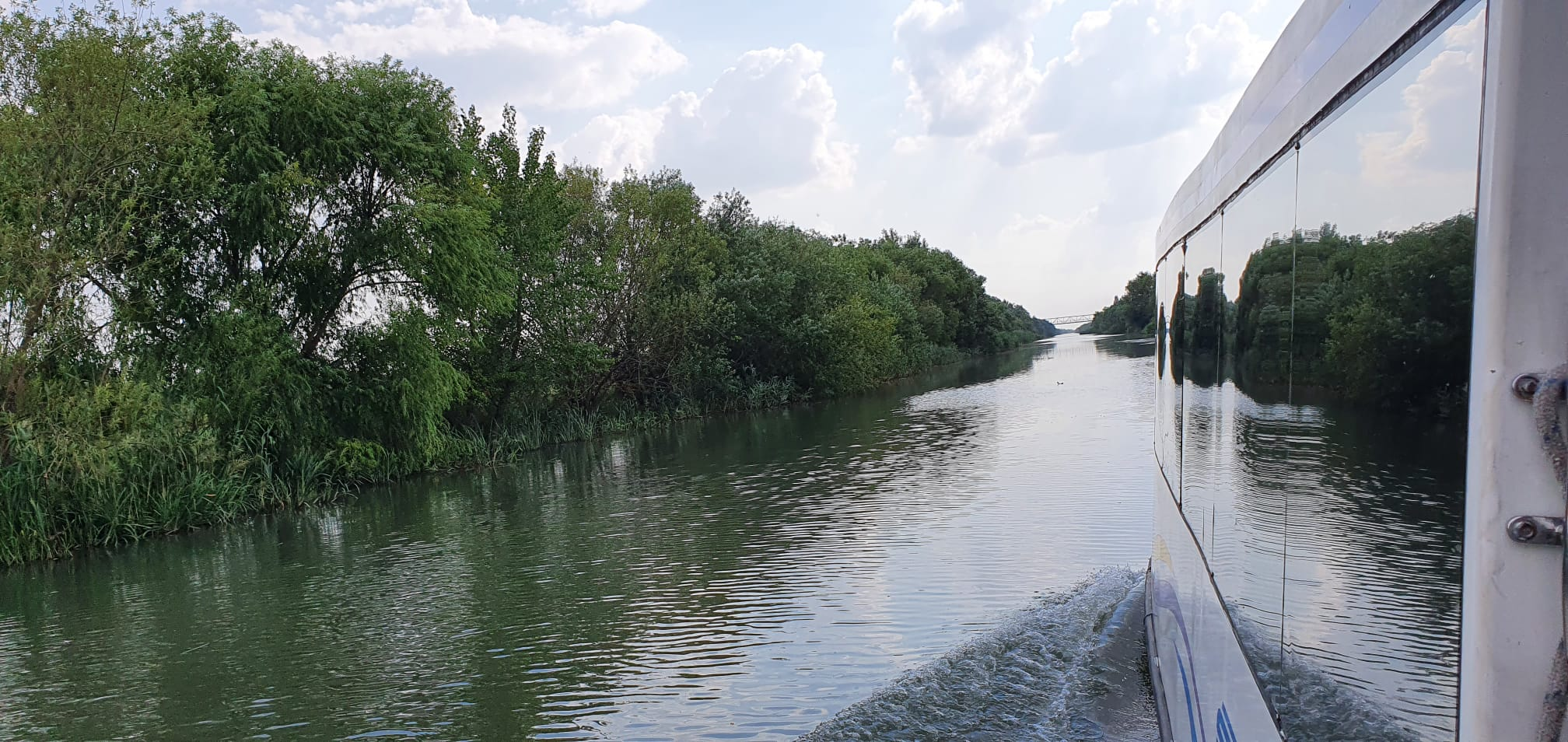
Canalul Bega văzut în aval de Timișoara, în data de 3 iulie 2022, în timpul unei călătorii de agrement.

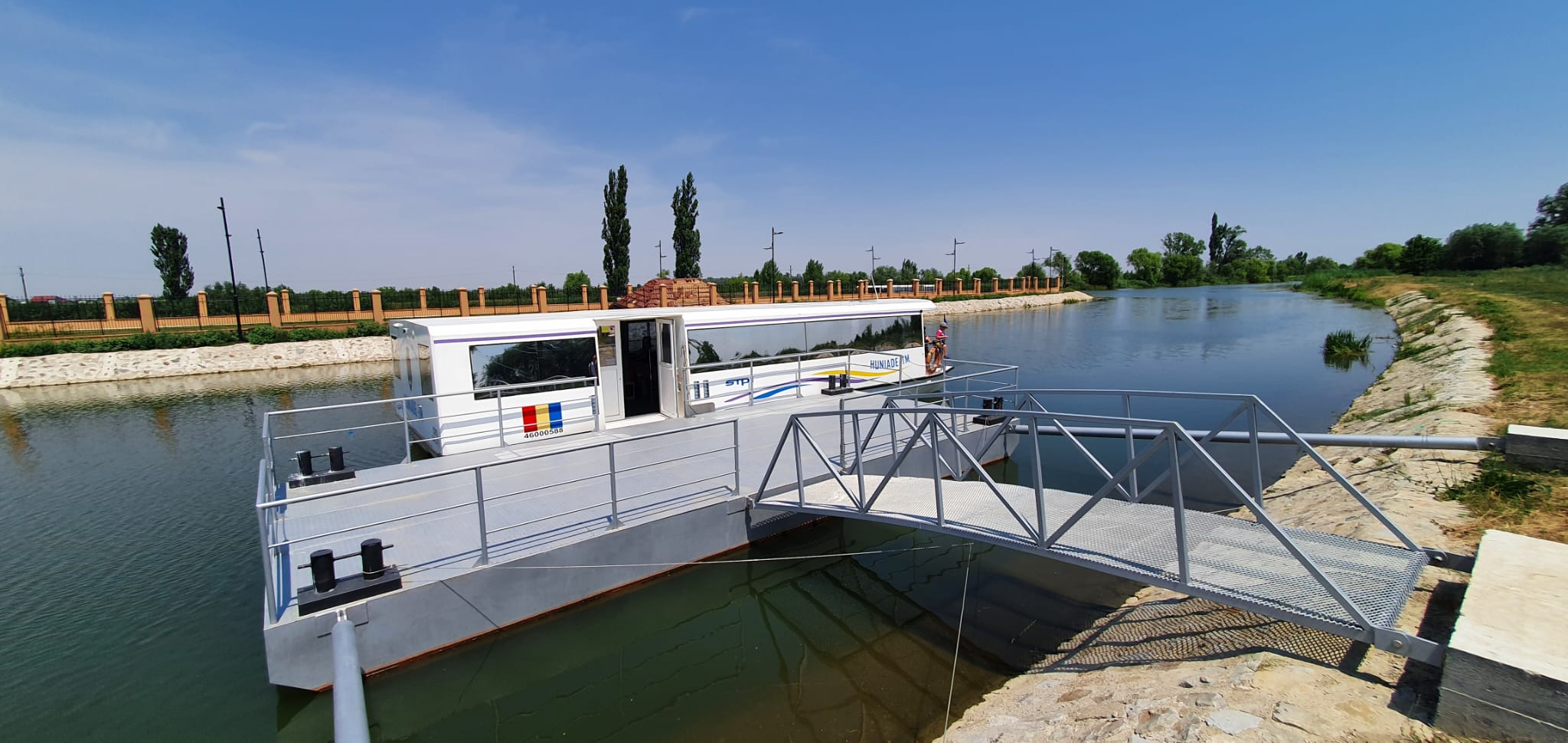
Hidrobuzul ”Huniade” acostat la Sânmihaiul Român în data de 2 iulie 2022, în timpul unei plimbări de agrement.

Începând cu vara anului 2022, Societatea Publică de Transport Timișoara a început efectuarea unor curse navale de agrement pe Canalul Bega, în aval de Timișoara. Există câte două curse pe zi, operate în fiecare zi de sâmbătă și duminică, cu plecare de la ora 12:00 și ora 17:00 de la pontonul situat pe malul stâng al Canalului Bega, în aval de Podul Mitropolit Andrei Șaguna, în spatele Catedralei Mitropolitane. 
Lungimea totală a traseului cuprins între Podul Mitropolit Andrei Șaguna și insula de la Sânmihaiul Român și retur este de 21 km. Plimbarea durează două ore din care 100 de minute reprezintă timpul efectiv de deplasare spre și dinspre Sânmihaiul Român în timp ce restul de 20 de minute sunt alocate vizitării ecluzei și stăvilarului ce compun Nodul Hiderotehnic Sânmihaiul Român de pe Canalul Bega. Totodată se vizitează și insula, aceasta fiind cea mai mare de pe Canalul Bega. La Sânmihaiul Român, acostarea se realizează la pontonul pe canalul ecluzei, în amonte de aceasta. 
Având în vedere impactul antropic mai redus în aval de Timișoara, vegetația bogată și fauna diversă existentă pe malurile Canalului Bega reprezintă o importantă atracție turistică a cadrului natural din zona de câmpie a Banatului.